# Henry Royds Pownall

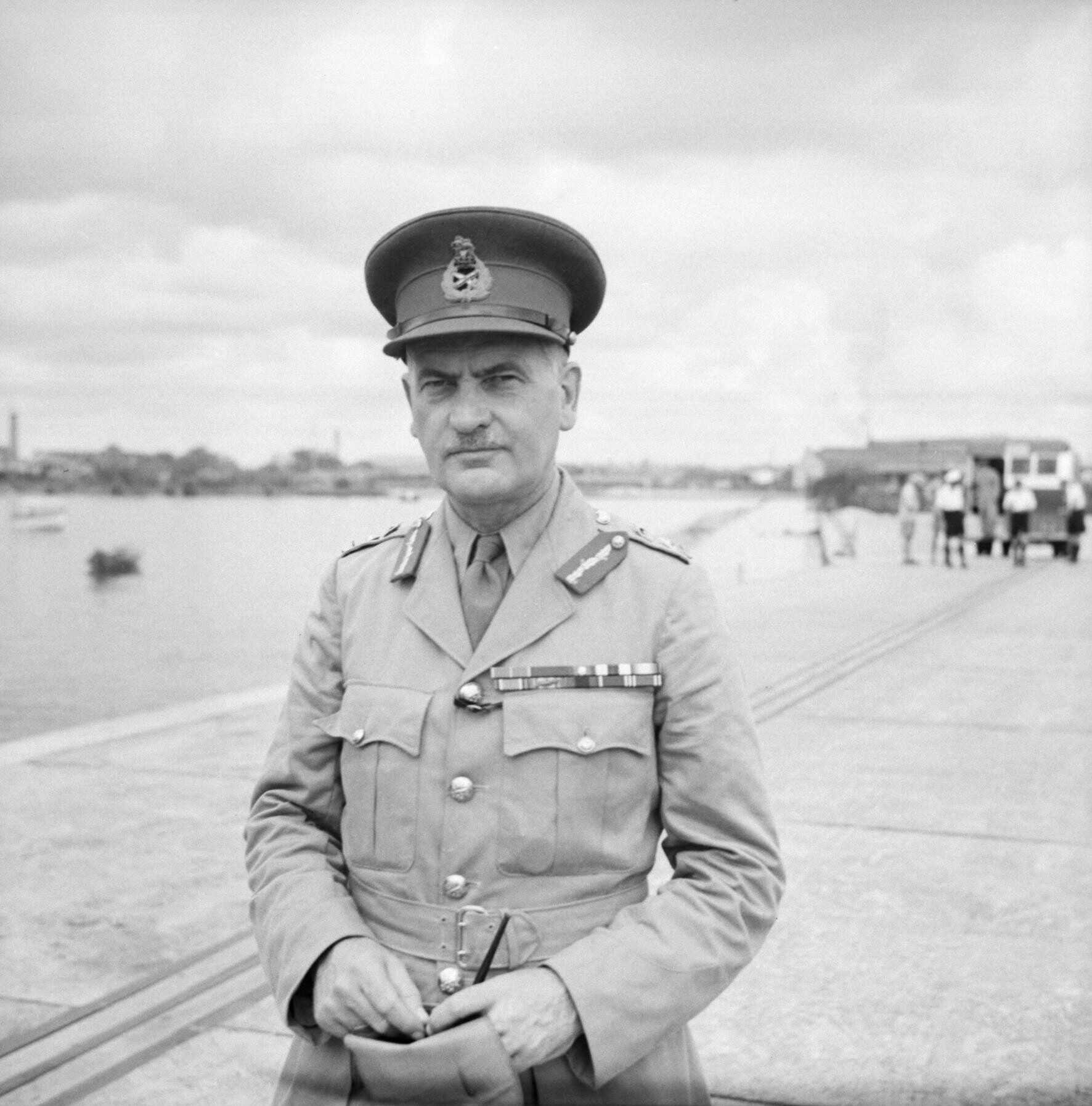
General Sir Henry Pownall kurz nach seiner Ankunft in Singapur

Sir Henry Royds Pownall, KCB, KBE, DSO, MC (* 19. November 1887; † 9. Juni 1961) war ein britischer Generalleutnant und einer der wichtigsten militärischen Berater Winston Churchills hinsichtlich der Vorbereitungen auf den Zweiten Weltkrieg. Pownall wurde Ende Dezember 1941 britischer „Oberkommandierender Fernost“ in Singapur und ab Januar 1942 Stabschef des ABDACOM unter General Archibald Wavell.

## Leben
Henry Royds Pownall wurde als zweiter Sohn von Charles Assheton Whately Pownall geboren, der einer der Wegbereiter des grundlegenden japanischen Eisenbahnnetzes war. Pownalls Mutter nahm alle ihre drei Kinder in jungen Jahren für einen fünfjährigen Aufenthalt mit nach Japan, wo sie neben ihrer Muttersprache auch in der japanischen Sprache unterrichtet wurden. Die eigentliche Schulzeit verlebte Henry Pownall im heimatlichen Großbritannien. Er besuchte die Rugby School in  Warwickshire und ging anschließend auf die Royal Military Academy in Woolwich. Nach Beendigung seiner Ausbildungszeit, die er als einer der besten 15 Studenten abschloss, trat er 1906 der Royal Field Artillery, kurz RFA, bei. Sein erster Auslandseinsatz führte ihn mit der Royal Horse Artillery nach Lucknow in Britisch-Indien. Zwischen 1906 und 1914 war er an verschiedenen Orten in Großbritannien und Indien stationiert.
Während des Ersten Weltkriegs war Pownall hauptsächlich in Frankreich und Belgien eingesetzt. In den Jahren 1917 und 1918 diente er als Brigademajor bei der Divisionsartillerie der 17. Division. Bei Kriegsende bekam Pownall die Beförderung zum Major. 1918 heiratete er Lucy Louttit Gray.
Zwischen 1924 und 1925 lehrte Pownall an der britischen Artillerieschule und zwischen 1926 und 1929 war er am Staff College in Camberley tätig.

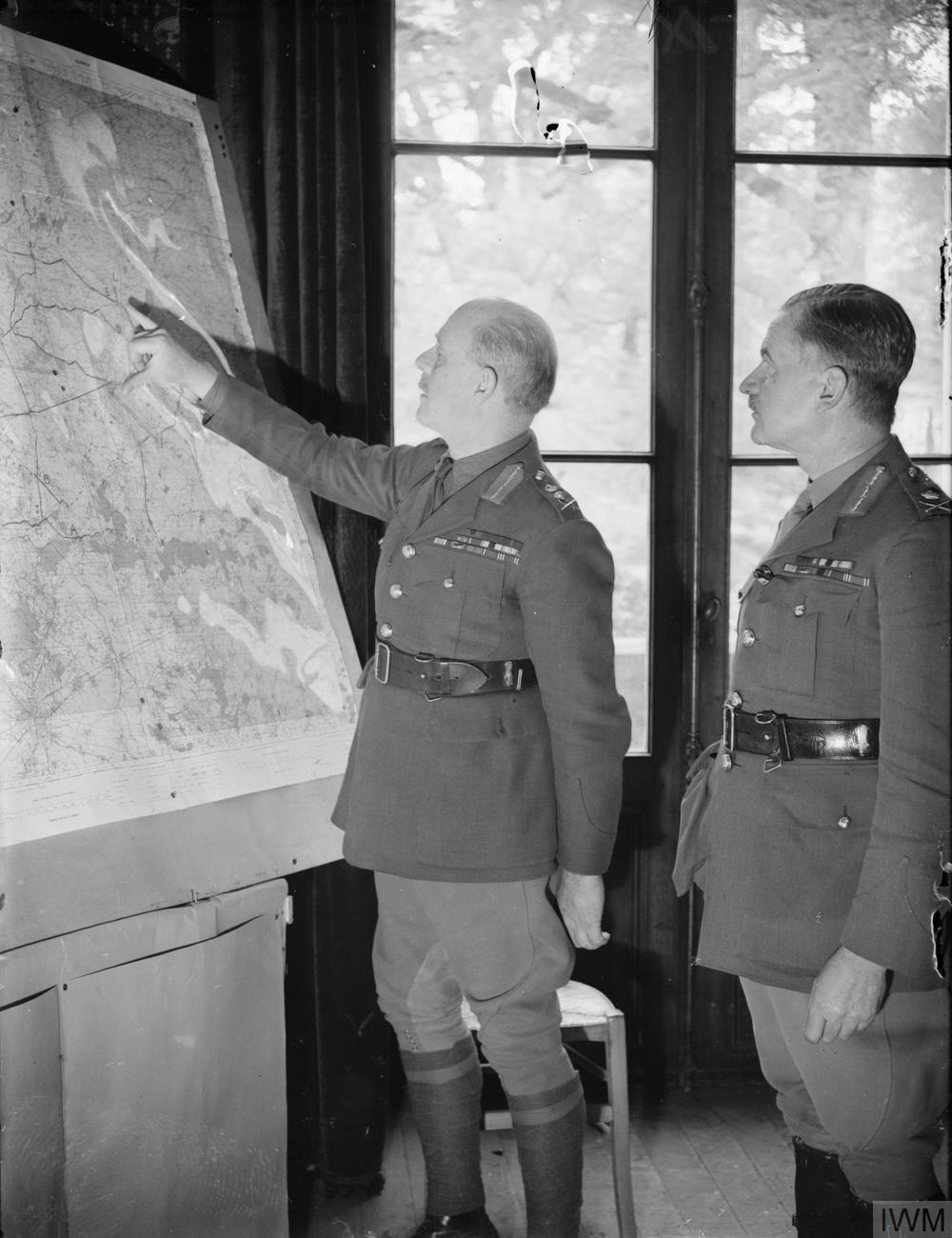
Lord Gort und Pownall beim Kartenstudium im Hauptquartier bei Harbarcq am 26. November 1939

In den 1930er Jahren arbeitete Henry Pownall in den verschiedensten Beraterfunktionen im „Komitee für britische Landesverteidigung“ mit. 1936 bekam er als Brigadier das Kommando über die Artillerieschule in Larkhill übertragen, das er bis 1938 behielt. Im selben Jahr übertrug ihm die Militärführung das Amt des Direktors für Militäroperationen und Geheimdiensttätigkeiten im Kriegsministerium.
Bei Ausbruch des Zweiten Weltkriegs ging Pownall mit dem Britischen Expeditionskorps als Generalstabschef nach Frankreich. Während des deutschen Westfeldzugs 1940 erarbeitete er sich hohen Respekt. 
Nach Gründung der freiwilligen Heimverteidigungseinheiten (später British Home Guard) wurde Pownall ihr erster Befehlshaber. Dieses Amt bekleidete er aber nur sehr kurz, da Winston Churchill der Meinung war, dass ein Mann mit der Erfahrung und den Fähigkeiten einen anderen, adäquateren Posten zugeteilt bekommen sollte. 1941 wurde Pownall stellvertretender Chef des Imperialen Generalstabes.
Als im November 1941 General Sir Alan Brooke General Sir John Dill als Chef des Imperialen Generalstabes ablöste, wurde in der Folge Henry Pownall für einen speziellen Posten vorgesehen. Welcher dies war, wurde aber noch geheim gehalten und erst einen Monat nach der Entscheidung, als Pownall in Singapur eingetroffen war, wurde öffentlich bekannt gegeben, dass er der neue Oberkommandierende in Fernost war und damit Nachfolger von Luftmarschall Sir Robert Brooke-Popham. Im Januar 1942 wurde Pownall Stabschef des ABDACOM unter General Archibald Wavell.
Nach der Auflösung des ABDACOM und seiner Beförderung zum Generalleutnant kam Pownall im April 1942 auf den Kommandoposten in Ceylon, den er bis zum März 1943 innehatte. Danach löste er als Oberkommandierender Sir Henry Maitland Wilson in Persien und dem Irak ab. Kurz darauf berief ihn Lord Louis Mountbatten, der Oberbefehlshaber der Alliierten Streitkräfte in Südostasien, zu seinem Stabschef. Doch schon im November 1944 musste Pownall aus Krankheitsgründen dieses Amt wieder niederlegen. 1945 schied Pownall aus der britischen Armee aus.
1947 wurde Henry Pownall zum Vorsitzenden der St. John Ambulance Brigade (→ Johanniter-Unfall-Hilfe) berufen. Pownall war weiterhin in der Industrie und Wirtschaft tätig, so beispielsweise als Vorsitzender der Friary Meux Ltd und als Komiteemitglied bei der Lloyds Bank. Pownalls Frau Lucy verstarb 1950. 
Neben seinen beruflichen Tätigkeiten war Pownall ein begeisterter Skifahrer und Golfer sowie Fliegenfischer. Seine Tagebücher dokumentieren, dass er Antisemit war. Leslie Hore-Belisha, den aus einer jüdischen Familie stammenden Kriegsminister, bezeichnete er in seinem Tagebuch als einen geistig minderbemittelten „Judenbengel“.
Henry Royds Pownall verstarb am 9. Juni 1961.

## Schriften
- Brian Bond (Hrsg.): Chief of staff. The Diaries of Lieutenant-General Sir Henry Pownall, zwei Bände. Cooper, London.
  - Bd. 1: 1933–1940, 1972.
  - Bd. 2: 1940–1944, 1974.